# Bruno Corradi
Bruno Corradi (ur. 4 marca 1954 roku w Bressanone) – włoski kierowca wyścigowy.

## Kariera
Corradi rozpoczął karierę w międzynarodowych wyścigach samochodowych w 1977 roku od startów w Formule Italia, gdzie raz stanął na podium. Z dorobkiem pięciu punktów uplasował się tam na piętnastej pozycji w klasyfikacji generalnej. Rok później w tej samej serii był siódmy. W późniejszych latach pojawiał się także w stawce Włoskiej Formuły 3, Europejskiej Formuły 3, Grand Prix Monza, Europejskiej Formuły 2, Formuły 3000, World Touring Car Championship, European Touring Car Championship, Porsche Supercup, Global GT Championship, Sports Racing World Cup, FIA Sportscar Championship, French GT Championship, FIA GT Championship, FIA GT3 European Championship oraz International GT Open.
W Europejskiej Formule 2 Włoch wystartował w trzech wyścigach sezonu 1980 z włoską ekipą Minardi. Jednak żadnego z wyścigów nie zdołał ukończyć.
W Formule 3000 Włoch został zgłoszony do dwóch wyścigów sezonu 1986 z włoską ekipą Minardi. Jednak nigdy nie zakwalifikował się do wyścigu.